# 支建华
支建华（1956年6月—），黑龙江宾县人，汉族，中华人民共和国政治人物、第十一届全国政协委员。
加入九三学社，担任九三学社中央常委、吉林省委主委、吉林省政协副主席。2008年，当选第十一届全国政协委员，代表九三学社，分入第十二组。2018年1月，当选第十三届全国政协委员。
2023年1月，吉林省政协换届，不再担任吉林省政协副主席。